# تپه پالا ساوا
تپه پالا ساوا مربوط به دوران‌های تاریخی پس از اسلام است و در شهرستان پیرانشهر، بخش لاجان، روستای خورنج واقع شده و این اثر در تاریخ ۱۷ اسفند ۱۳۸۱ با شمارهٔ ثبت ۷۷۵۰ به‌عنوان یکی از آثار ملی ایران به ثبت رسیده است.